# (3471) Amelin
(3471) Amelin est un astéroïde de la ceinture principale.

## Description
(3471) Amelin est un astéroïde de la ceinture principale. Il fut découvert le 21 août 1977 à Naoutchnyï par Nikolaï Tchernykh. Il présente une orbite caractérisée par un demi-grand axe de 3,19 UA, une excentricité de 0,05 et une inclinaison de 15,4° par rapport à l'écliptique.

## Compléments